# Cambia-menti
Cambia-menti è un singolo di Vasco Rossi, uscito nelle radio e in versione digitale il 15 ottobre 2013.

## Antefatti
Il 20 settembre precedente, tramite il profilo Facebook ufficiale del cantautore, sono state pubblicate le prime due strofe della canzone, mentre a poche ore dal giorno dell'uscita è stato pubblicato il testo intero. Infine, a ridosso della mezzanotte, sempre sul profilo ufficiale di Vasco Rossi sul social network è stato pubblicato il video del brano.

## La canzone
L'8 ottobre Vasco ha dichiarato di aver «cominciato a scrivere le prime strofe di questa canzone tre o quattro anni fa in piena fase di furore creativo che mi teneva sveglio notte e giorno. Lo svolgimento del testo è continuato nel tempo. I cambia...menti sono sempre dovuti alla necessità.»
Questo brano era già stato depositato tempo addietro presso la SIAE col titolo Cambiare macchina, che sono le prime parole della canzone. Per la scrittura della versione definitiva del brano Vasco Rossi si è avvalso della collaborazione del chitarrista Simone Sello, di Saverio Principini e di suo figlio Luca Rossi Schmidt.
La canzone guadagna immediatamente la prima posizione nella classifica dei singoli più venduti in Italia.

## Tracce
1. Cambia-menti – 3:57

## Formazione
Musicisti
- Vasco Rossi – voce
- Guido Elmi – arrangiamento, tastiera, percussioni
- Ivano Zanotti – batteria
- Vince Pastano – basso, chitarra acustica ed elettrica
- Alex Alessandroni – organo Hammond
- Eric Jorgensen – trombone
- Speakeasy Gang – cori
- Nicola Venieri – programmazione

Produzione
- Guido Elmi – produzione
- Vasco Rossi – produzione
- Floriano Fini – coordinamento produzione
- Nicola Venieri – registrazione, missaggio
- Saverio "Sage" Principini – registrazione aggiuntiva
- Maurizio Biancani – mastering

## Classifiche

### Classifiche settimanali
| Classifica (2013) | Posizione massima |
| ----------------- | ----------------- |
| Italia            | 1                 |

### Classifiche di fine anno
| Classifica (2013) | Posizione |
| ----------------- | --------- |
| Italia            | 77        |